# Biston tienschana
Biston tienschana là một loài bướm đêm trong họ Geometridae.